# Colter Wall
Colter Wall (Swift Current, 27 giugno 1995) è un cantante canadese.

## Biografia
Imaginary Appalachia (2015), EP d'esordio, ha superato la soglia delle 500 000 unità equivalenti, venendo certificato oro dalla Recording Industry Association of America. Al progetto ha fatto seguito l'album in studio eponimo (2017), disco con cui ottiene il suo primo ingresso nella Canadian Albums. Songs of the Plains (2018) è stato il suo primo LP a entrare la Billboard 200.
Western Swing & Waltzes and Other Punchy Songs (2020) è entrato alla 63ª posizione della classifica canadese e alla 103ª di quella statunitense. Little Songs (2023), invece, ha segnato il suo miglior posizionamento nella graduatoria LP statunitense (75º posto). La RIAA gli ha certificato 3,5 milioni di unità in singoli.

## Discografia

### Album in studio
- 2017 – Colter Wall
- 2018 – Songs of the Plains
- 2020 – Western Swing & Waltzes and Other Punchy Songs
- 2023 – Little Songs

### EP
- 2015 – Imaginary Appalachia

### Singoli
- 2018 – Calgary Round-Up
- 2019 – Colter Wall & The Scary Prairie Boys
- 2020 – Road Runner (con Vincent Neil Emerson)
- 2022 – Cypress Hills and the Big Country